# 紳士愛美人
《紳士愛美人》（英語：Gentlemen Prefer Blondes）是一部1953年的美國電影，由霍華·霍克斯執導，珍·羅素、瑪麗蓮·夢露主演。

## 演員
- 珍·羅素 飾
- 瑪麗蓮·夢露 飾

## 外部連結
- 開眼電影網上《紳士愛美人》的資料（繁體中文）
- 豆瓣电影上《绅士爱美人》的資料 （简体中文）
- 时光网上《绅士爱美人》的資料（简体中文）
- AllMovie上《紳士愛美人》的资料（英文）
- 爛番茄上《紳士愛美人》的資料（英文）
- TCM电影资料库上《紳士愛美人》的资料（英文）
- 互联网电影数据库（IMDb）上《紳士愛美人》的资料（英文）